# 베이징 군구
베이징 군구(중국어 간체자: 北京軍區, 병음: Beijing Junqu, 한자음: 북경 군구)는 베이징시에 본부를 두고 베이징을 중심으로 톈진시, 내몽골 자치구, 허베이성, 산시성을 책임지역으롯 관할하였던 대군구이다. 2016년에 7개 군구들이 5대 전구 체제로 개편되면서 북부전구와 중부전구로 분할ㆍ편입되었다.

## 역사

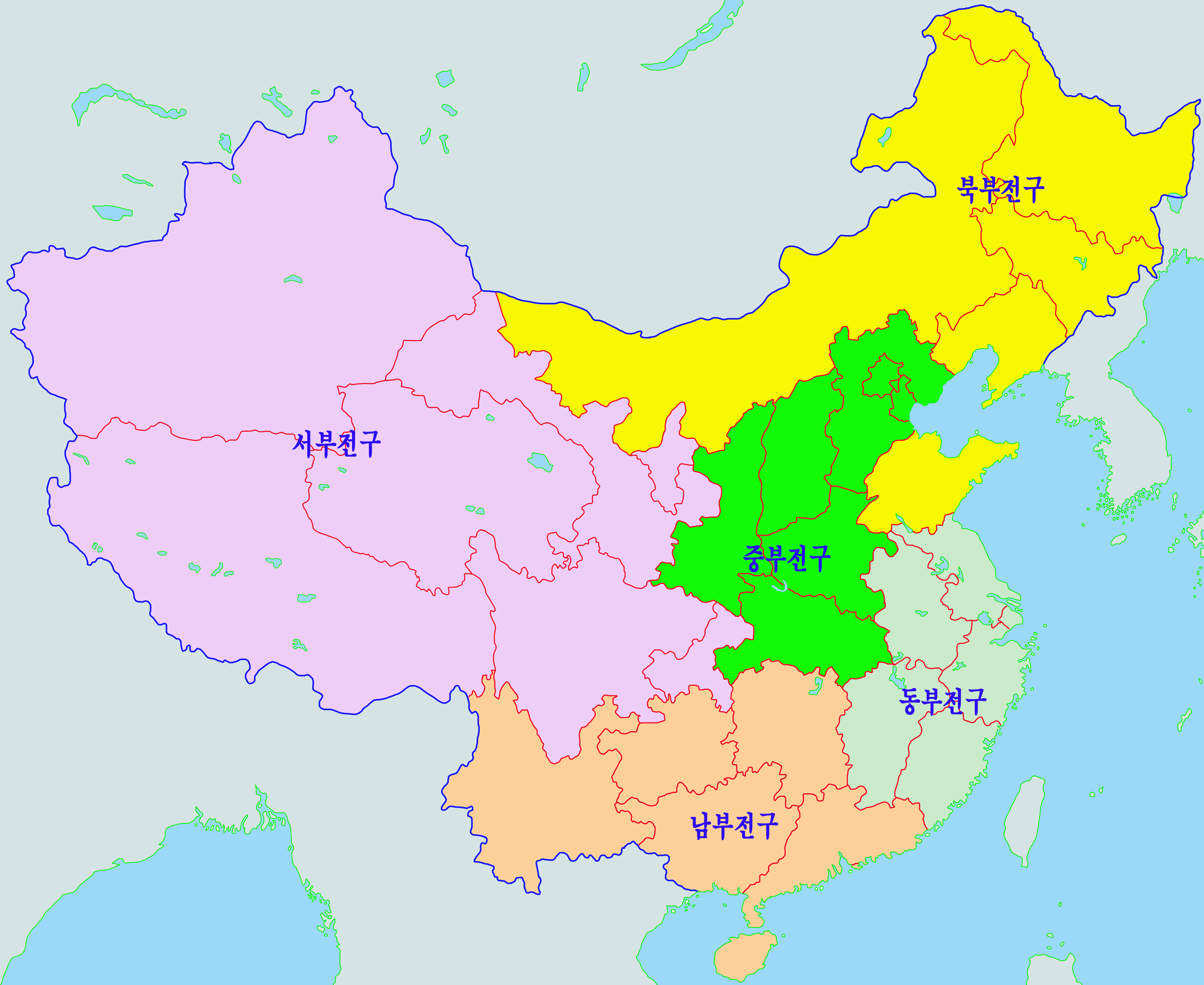
2016년 개편된 중국 인민해방군 5대 전구

1948년 5월 9일에 华北军区→화베이 군구로서 창설되어, 1955년 4월 14일에 13대군구 중의 하나인 베이징 군구로 개명되었다. 베이징-톈진 수비구(京津衛戍區, 경진위성구)로도 불렸다.
1959년, 베이징-톈진 수비구가 각각 베이징 위수구와 베이징 경비구로 분리되고 베이징 군구의 관할구역로 지정되었다.
1962년, 스자좡의 보병학교가 베이징 군구로 넘겨져 베이징 보병학교로 개명되었다.
1966년, 문화대혁명 당시 화베이 생산건설병단이 창설되었고, 내몽골 군구의 우란푸 사령관 겸 정치위원이 숙청당하였는데, 내몽굴 군구는 베이징 군구의 관할 구역으로 편입되는 대신 그대로 살아남았다. 3년 뒤의 1969년에 내몽골에도 내몽골 생산건설병단이 창설되었다. 
1974년, 베이징 군구에 군정간부학원와 보병학원이 설립되었다.
1977년, 총참모부 산하조직으로 이전하였다.
1979년, 중국공산당 중앙군사위원회의 부서를 통일함에 따라 베이징 군구의 조직구조가 간결해졌다.
1983년, 군구 안의 집단군 소속 장갑병, 포병, 공병부대를 베이징 군구 본부의 장갑병, 포병, 공병부대로 병합하였다.
1985년, 중국 인민해방군 육군의 군(陸軍軍)이 집단군(集團軍)으로 재편성되었다.
1989년 4월 15일에 천안문(톈안먼) 사건이 일어나, 6월 4일에 제6장갑사단에 의해 진압되었다.
2015년 중화인민공화국 군사 개혁 계획의 수립 및 2016년에 5대 전구 편제의 도입에 따라 북부전구와 중부전구로 분리되었다.

## 편제

### 군사구역
- 베이징 위수구(北京衛戍區) - 베이징시
  - 경위17연대
  - 제1위수사단
    - 제1경위연대
    - 제2경위연대
    - 제3경위연대
    - 제4경위연대
    - 제5경위연대
    - 제6경위연대

  - 제3위수사단
    - 제11경위연대
    - 제13경위연대
    - 포병연대
    - 고사포연대
    - 장갑연대
- 텐진 경비구(天津警备区) - 톈진시
- 허베이성 군구(河北省軍區) - 스자좡시
- 산시성 군구(山西省軍區) - 타이위안시
- 내몽골 군구(內蒙古軍區) - 후허하오터시

### 육군

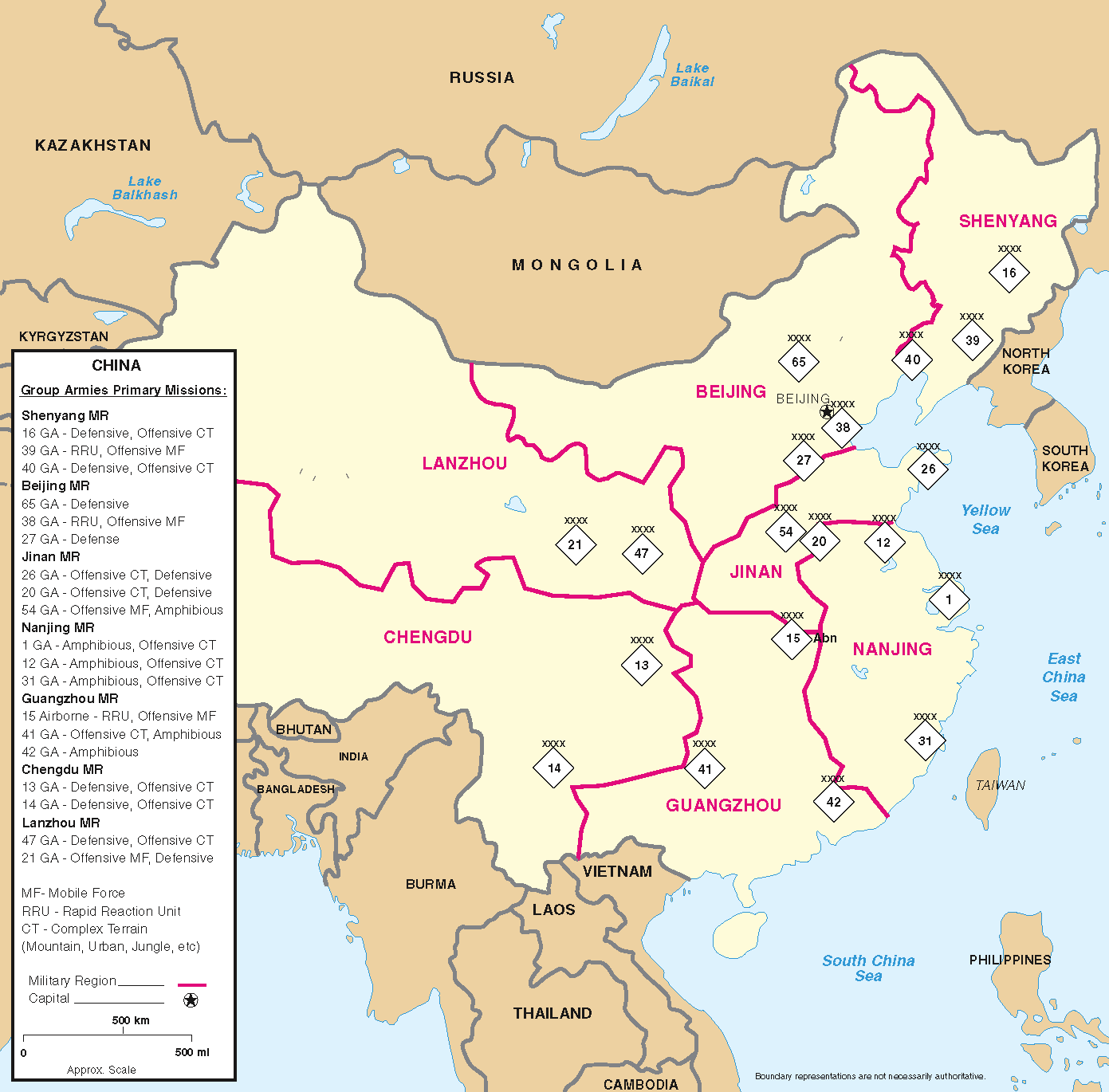
국방부 장관실의 2016년 중국 인민해방군의 군사력 보고서에 기반한 군구별 집단군의 위치

제27, 38, 65집단군은 모두 허베시어에 본부를 두고 있었다.
- 제27집단군(第27集團軍)/51002부대 - 스자좡시
  - 통신연대
  - 공병연대
  - 화학방호연대
  - 제80차량화보병여단
  - 제82차량화보병여단
  - 제188기계화보병여단
  - 제235기계화보병여단
  - 제7장갑여단
  - 포병여단
  - 방공여단
- 제38집단군(第38集團軍)/66393부대 - 바오딩시
  - 통신연대
  - 공병연대
  - 화학방호연대
  - 전자전여단 電子對抗團
  - 제8육군항공여단
  - 특종작전여단
  - 第112기계화보병사단 - 河北高碑店
  - 제113기계화보병사단
  - 제6장갑사단
  - 포병여단
  - 방공여단
- 제65집단군(第65集團軍)/51056부대 - 장자커우시
  - 통신연대
  - 공병연대
  - 화학방호연대
  - 제85교량연대
  - 제70차량화보병여단
  - 제193경기계화보병여단
  - 제194기계화보병여단
  - 제195기계화보병여단
  - 제196차량화보병여단
  - 제1장갑여단
  - 포병여단
  - 방공여단

### 공군
- 제7항공사단(第7航空師團)=전투기
- 제15항공사단(第15航空師團)=전투기
- 제24항공사단(第24航空師團)=전투기
- 제34항공사단(第34航空師團)=수송기

### 무장경찰대
- 제81무장경찰사단
- 제114무장경찰사단
- 제114무장경찰사단

## 같이 보기
- 북부전구
- 중부전구
- 주리허 합동전술훈련기지

## 참고
1. ↑  杨国宇; 杨志华 (1993). 《中国人民解放军大事典》 (중국어). 天津人民出版社. ISBN 9787201010465.
2. ↑  “2016年军改：设立中部战区 《人民军队》休刊” (중국어). 新浪新闻综合. 2016년 1월 20일. 2019年6月3日에 원본 문서에서 보존된 문서. 2016년 1월 20일에 확인함.